# Roseline Tremblay
Roseline Tremblay est une professeure et écrivaine québécoise née à Montréal en 1963.
Elle possède un baccalauréat de droit de l'université de Montréal et un certificat en anglais et en italien de l'université McGill. Elle a aussi des études de cycles supérieurs de l'université d'Urbino en Italie, de l'université de Paris VIII, de l'université du Québec à Montréal et de l'université Columbia.
Elle est professeure de français à l'université de St. Lawrence dans l'État de New York.
Depuis 2009, elle enseigne au Cégep Édouard-Montpetit et au Collège Montmorency.

## Œuvres
- L'écrivain imaginaire: essai sur le roman québécois (1960-1995), Montréal, Hurtubise HMH, coll. « Cahiers du Québec: Littérature », 2004, 608 pages[1].

## Honneurs
- 2004 - Mention spéciale au Prix France-Québec, L’Écrivain imaginaire. Essai sur le roman québécois (1960-1995)
- 2004 - Finaliste au Prix du Gouverneur général, L’Écrivain imaginaire. Essai sur le roman québécois (1960-1995)